# Acacia kallunkiae
Acacia kallunkiae är en ärtväxtart som beskrevs av James Walter Grimes och Rupert Charles Barneby. Acacia kallunkiae ingår i släktet akacior, och familjen ärtväxter. Inga underarter finns listade i Catalogue of Life.